# Addycja elektrofilowa
Addycja elektrofilowa – reakcja chemiczna typu addycji, w której związek chemiczny posiadający niedomiar elektronów przyłącza się do związku posiadającego nadmiar elektronów, bez odrywania się od tego drugiego produktów ubocznych. Nazwa tej reakcji wynika z tego, że związki z niedomiarem elektronów nazywa się elektrofilami.
W chemii organicznej addycja elektrofilowa zachodzi najczęściej do związków posiadających wielokrotne wiązania węgiel-węgiel (np.: alkeny). W wyniku tej reakcji jedno lub więcej wiązań π między atomami węgla rozpada się z utworzeniem wiązań σ między atomami węgla a elektrofilem:
Y−Z + C=C → Y−C−C−Z
Wyjściowy związek Y−Z nie jest często sam z siebie elektrofilowy, lecz staje się nim w wyniku dysocjacji elektrolitycznej, w wyniku której powstaje kation Y+.
Y−Z → Y+
 + Z−

To właśnie jon Y+ pełni rolę faktycznego elektrofila, który jest atakowany przez wiązanie C=C i „pobiera” elektron z wiązania π, aby utworzyć między sobą i jednym z atomów węgla wiązanie σ:
Y+
 + C=C → Y−C−C+

W wyniku tego procesu powstaje nowy kation Y−C−C+
, który z kolei jest atakowany przez anion Z−
, będący silnym nukleofilem, czyli posiadający nadmiar elektronów:
Y−C−C+
 + Z−
 → Y−C−C−Z
Reakcja addycji elektrofilowej do wiązań wielokrotnych węgiel-węgiel jest zwykle regioselektywna i zazwyczaj zachodzi zgodnie z regułą Markownikowa. W chemii metaloorganicznej, wiele reakcji addycji elektrofilowych zachodzi jednak często przeciwnie z regułą Markownikowa.
Przykładami reakcji addycji elektrofilowej są m.in.:
- halogenowanie alkenów
- halogenowodorowanie alkenów

Innymi klasami reakcji chemicznych są:
- substytucja elektrofilowa
- substytucja nukleofilowa
- eliminacja